# Ptahshepses (summe sacerdot)

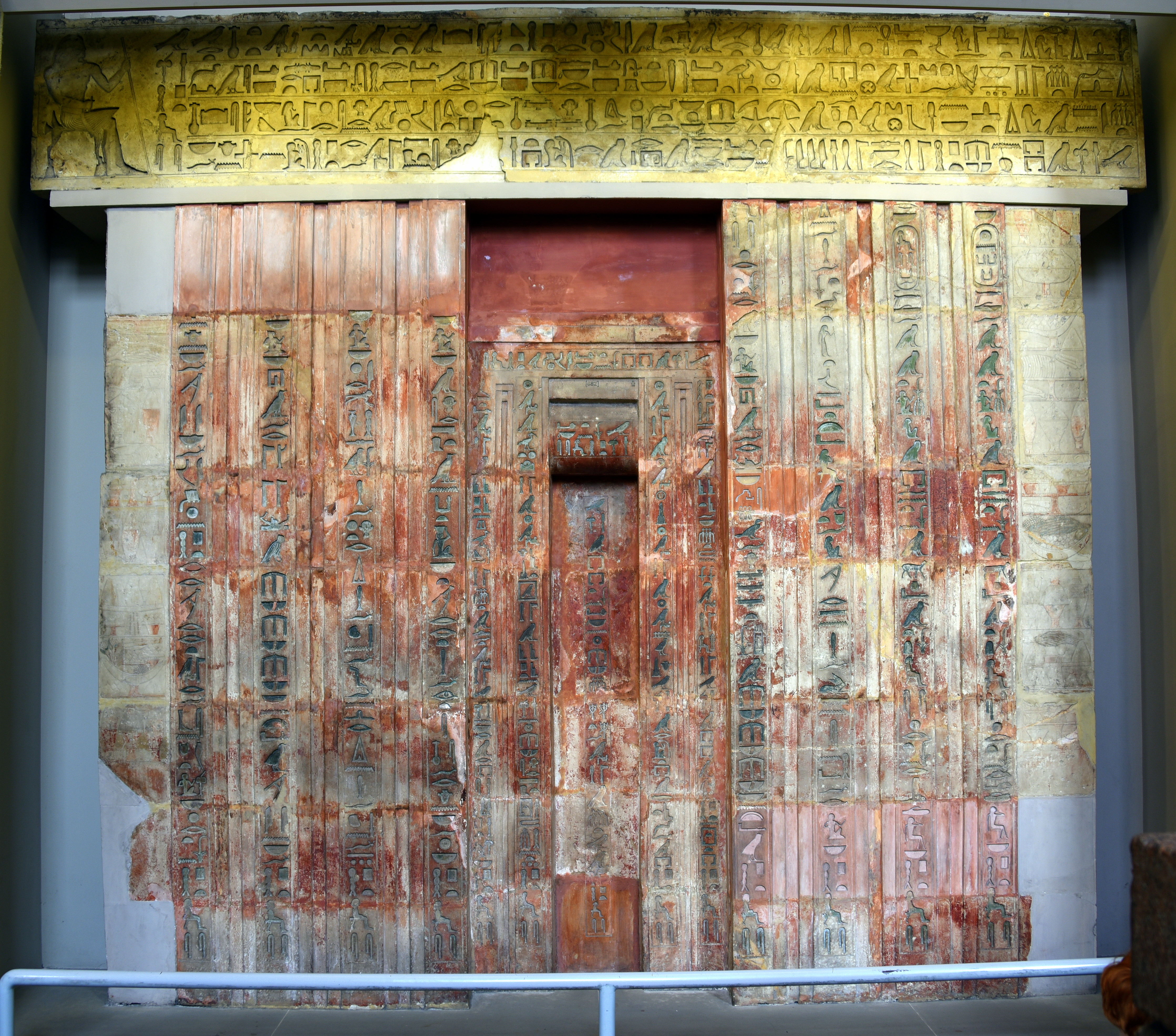
Falsa porta i arquitrau de Ptahspepses. Tomba de Ptahshepses a Saqqara. Regne Antic, V Dinastia, ae. British Museum

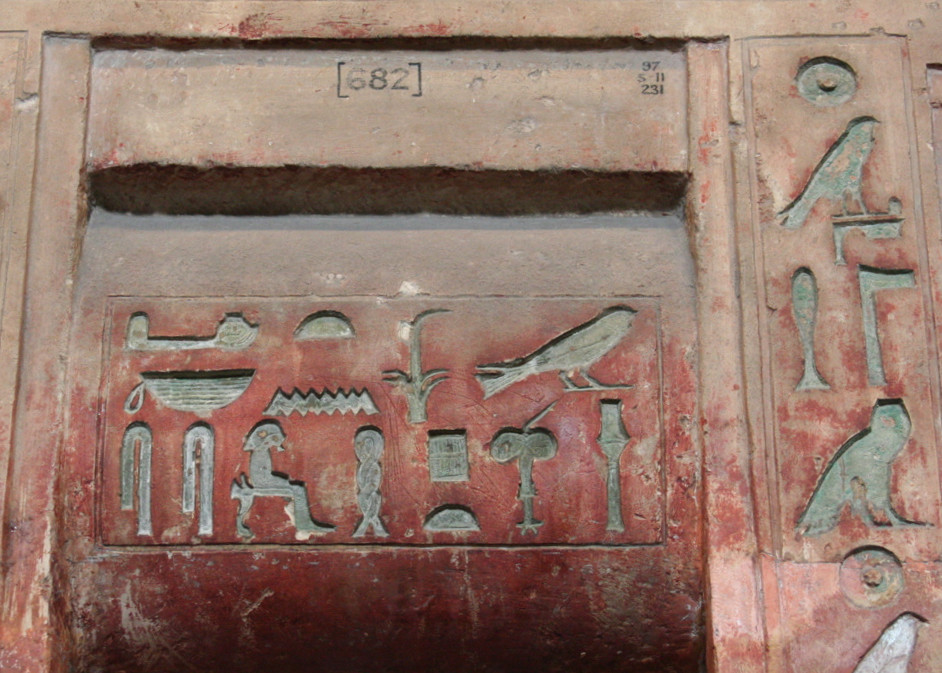
Nom en jeroglífic de Ptahshepses precedit pel seu títol de summe sacerdot de Ptah

Ptahshepses fou un al càrrec de l'Antic Egipte de finals de la Dinastia IV i principis de la V. El seu títol principal era primer dels líders dels artesans, que més tard seria la designació principal del summe sacerdot de Ptah de Memfis. Ocupava per això el títol de cap dels secrets de totes les obres que el rei es complaïa a realitzar, una espècie d'arquitecte en cap, que assistia al rei i al djati en la realització de les grans obres, com ara la construcció de la tomba reial.
Ptahshepses és conegut sobretot per una porta falsa de la seua tomba (mastaba) que hui encara es troba al Museu Britànic (núm. de inv. EA 682). Un fragment més petit de la porta es conserva encara al Museu de l'Institut Oriental (núm. de inv. 11084) de Chicago. També se'l coneix per estàtues i per una mastaba a Saqqara (C 1).

## Biografia
La seua porta falsa té una inscripció biogràfica que explica els principals fets de la seua vida. Començant per l'extrem dret de la porta, la columna 1 indica que Ptahshepses nasqué en el regnat de Menkaure i es va educar a palau, entre els xiquets reials de la cort. Devia procedir d'una família noble. Aquesta educació de primer ordre li va permetre ascendir a alts càrrecs administratius i després religiosos. Ptahshepses va viure una vida excepcionalment llarga, durant els regnats de sis sobirans en un període de més de cinquanta anys, acumulant càrrecs i honors.
Excloent el centre de la porta, se suposa que cadascuna de les 8 columnes registra fets sota reis successius. Així, tot i que només són visibles els cartutxos de Menkaure i Shepseskaf, es creu que sota Userkaf, de la Dinastia V, Ptahshepses es casà amb la filla del rei Shepseskaf, Jamaat, i això en feu una de les figures clau del regne. Així, hauria viscut probablement, almenys, fins al regnat de Niuserre.
Els seus títols indiquen moltes funcions clericals en els santuaris de la regió i en la capital: participava en les grans cerimònies rituals, acompanyava el rei en la gran barca sagrada que transportava els déus en les grans festes, les peregrinacions oficials i les cerimònies de la coronació i els jubileus reials.
Va dirigir el Temple de Seker, el déu de les necròpolis, i fou governador de tots els dominis d'Egipte adscrits al gran Temple de Ptah (Menfis). També fou sacerdot de Ra sota la forma d'Hor-em-akhet, és a dir, 'Horus en l'Horitzó', en els temples solars de Sahure, Nefererkare i Niuserre, els noms dels quals figuren en l'estela de la porta falsa de la seua mastaba.
És probable que conservàs el càrrec de summe sacerdot durant tot el període que abasten aquests regnats. Fou el primer summe pontífex de Menfis que tingué una tomba tan important.
A la llinda de la falsa porta, apareix el déu de l'inframon Osiris en la fórmula d'ofrena. D'altra banda, Osiris no està ben documentat en la Dinastia V i hi ha controvèrsia entre els erudits sobre el primer esment d'Osiris en les fonts de l'Antic Egipte. Depenent del temps de vida de Ptahshepses, les seues inscripcions podrien ser l'esment més antic d'aquesta deïtat. També és possible, però, que Ptahshepses morís després de Niuserre.
Entre el 2022-2023, l'Institut Txec d'Egiptologia va redescobrir la tomba de Ptahshepses, 160 anys després de l'excavació primera d'Auguste Mariette.